# Byggkasino
Byggkasino är ett kortspel som är en vidareutveckling av kortspelet kasino. I likhet med detta spel går byggkasino ut på att vinna kort, som är utlagda på bordet, genom att matcha dem mot kort på handen med motsvarande siffervärden. 
Den stora skillnaden mellan de båda spelen är att spelarna i byggkasino, förutom alternativen att ta hem kort eller att lägga ifrån sig ett kort på bordet, också har möjlighet att bygga, vilket innebär att man efter vissa regler får bilda en kombination av ett av handens kort och ett eller flera av korten på bordet. Dessa kombinerade kort får härigenom ett nytt siffervärde. Avsikten är att man ska kunna ta hem dessa kort nästa gång man är i tur.
Spelarna erhåller poäng för hemtagna kort, efter i stort sett samma regler som i kasino.